# Opera israeliana
L'Opera israeliana, precedentemente nota come Nuova Opera di Israele, è la principale compagnia d'opera di Israele. Fu fondata nel 1985 dopo che la mancanza di fondi del governo israeliano portò alla fine dell'Opera Nazionale Israeliana. Dal 1994 il Centro delle arti dello spettacolo di Tel Aviv è stato il suo principale luogo di esibizione. La compagnia ha anche fondato il Festival dell'Opera di Israele, che ha realizzato produzioni all'aperto su larga scala, originariamente a Caesarea e dal 2010 a Masada.
Il direttore generale della compagnia è Zach Granite che ha sostituito Hanna Munitz che ha ricoperto la carica dal 1995 fino al 2016. Il suo direttore musicale dal 2014 è Daniel Oren.

## Storia
L'Opera, prima che Israele diventasse uno stato fu fondata da Mordechai Golinkin. Dopo aver ascoltato la Dichiarazione Balfour nel 1917, Golinkin, un direttore ebreo nato nell'Impero russo, fondò un coro ebraico, il cui scopo era fare abbastanza soldi per fondare un'opera nel nascente stato ebraico. Il coro diede concerti in ogni parte dell'impero russo, con l'apice raggiunto con il concerto del 1918 a Pietrogrado, in cui Fëdor Šaljapin cantò Hatikvah. Nel 1923, avendo raccolto fondi sufficienti, Golinkin emigrò nel Mandato britannico della Palestina. Il 28 luglio 1923 l'Erez-Opera israeliana tenme la sua prima rappresentazione con La traviata di Giuseppe Verdi, diretta da Mordechai Golinkin. In assenza di un teatro d'opera la rappresentazione si svolse in un cinema.
L'intenzione originale di Golinkin era quella di fondare l'opera a Gerusalemme, ma alla fine fu scelta Tel Aviv, perché la maggior parte degli artisti viveva in questa città. Nei quattro anni successivi alla prima furono rappresentate 17 diverse opere dall'Erez-Opera israeliana. Tuttavia, alla fine del 1927 Golinkin non aveva più fondi per continuare a dirigere l'opera. Golinkin viaggiò negli Stati Uniti per trovare sponsor, ma dopo essere tornato nel 1929, le esibizioni non poterono essere riavviate a causa dei moti in Palestina del 1929.
Nel 1945 il soprano americano Edis de Philippe fondò l'Opera Nazionale Israeliana. Questa fu la principale compagnia operistica israeliana fino al 1982, quando la cessazione dei finanziamenti da parte del Ministero della Cultura e dell'Istruzione causò la chiusura della compagnia. Tuttavia, nel 1985, il Consiglio per le arti e la cultura creò la Nuova Opera israeliana, organizzando un partenariato tra il Teatro Cameri di Tel Aviv e l'Israel Chamber Orchestra. Uri Offer, l'allora direttore generale del Teatro Cameri, fu nominato direttore generale della Nuova Opera israeliana, un incarico che ricoprì per un decennio e Yoav Talmi, che era il direttore musicale della Israel Chamber Orchestra, fu nominato direttore musicale della Nuova Opera israeliana.
Oggi l'Opera israeliana è diretta da Hanna Munitz. Tutte le produzioni di Opera israeliana sono cantate in lingua originale con sottotitoli in ebraico e in inglese e presentate all'Opera House al Centro delle arti dello spettacolo di Tel Aviv, aperto nel 1994. Negli ultimi anni l'Opera israeliana presenta anche danza, musica classica, jazz e serie di musica per bambini al Teatro dell'Opera.

## Oggi

### Centro delle arti dello spettacolo di Tel Aviv
Il Centro delle arti dello spettacolo di Tel Aviv è la sede dell'Opera israeliana dal 1994. L'edificio fu progettato da Yaakov Rechter ed il foyer da Ron Arad. Il Centro delle arti dello spettacolo di Tel Aviv costituisce la parte principale del Golda Center, situato tra Weizmann St., Shaul Hamelech Blvd. e Leonardo da Vinci St. Questa zona era stata destinata agli edifici pubblici alla fine degli anni '50. Nel corso degli anni furono costruiti il Museo d'arte di Tel Aviv, la Biblioteca Beit Ariela Sha'ar Sion e la Piazza che li collega. Nei primi anni '80 la municipalità di Tel Aviv-Yafo destinò la parte occidentale dell'area al Centro per le arti dello spettacolo, uno dei maggiori complessi culturali di Tel Aviv. Fin dalla sua inaugurazione il Centro fu la sede permanente dell'Opera israeliana. Successivamente fu completata la sua ala supplementare, che ospita il Teatro Cameri.

### Orchestra
L'orchestra che attualmente lavora con l'Opera israeliana è l'Orchestra sinfonica israeliana Rishon LeZion (OSI). L'orchestra fu fondata nel 1988 nel comune di Rishon LeZion e divenne l'orchestra residente dell'Opera israeliana nel 1989. L'attuale direttore musicale e direttore d'orchestra dell'OSI è Dan Ettinger e il direttore generale è Ofer Sela.
Oltre al suo lavoro con l'Opera israeliana, l'OSI offre serie di abbonamenti sinfonici, concerti per le famiglie e spettacoli speciali per giovani e membri anziani della comunità di Tel Aviv e Rishon LeZion. La OSI è stata la prima orchestra in Israele a eseguire opere di Richard Strauss e Alexander Zemlinsky. Per la sua dedizione e il suo eccezionale successo nel progresso delle opere israeliane originali, l'OSI ha ricevuto il premio ACUM.

### Meitar Opera Studio
Fondato nel 2000, il Meitar Opera Studio è un programma di studio e spettacolo pratico per giovani cantanti dell'Opera israeliana che si sono diplomati in qualsiasi accademia musicale e che si stanno preparando per una carriera operistica. L'obiettivo principale del Meitar Opera Studio è quello di aiutare i giovani cantanti lirici a lavorare nella loro professione e ad acquisire esperienza sul palcoscenico. I cantanti che fanno parte del programma si esibiscono nelle produzioni di Opera israeliana e in concerti in Israele e all'estero.

### Il teatro dell'opera e i bambini
L'Opera israeliana offre due programmi rivolti specificamente ai bambini:
- Children Opera Hour: un'ora di spettacoli lirici in costume completo, accompagnati da piano e commento, eseguiti dai cantanti del Meitar Opera Studio. Questo programma è rivolto ai bambini di età compresa tra 5 e 10 anni.[11]
- Sounds of Magic: show per i bambini, che viene fatto dal 2001, scritto e curato da Nitza Saul. Sounds of Magic è rivolto ai bambini di età compresa tra 2 e 6 anni. Ogni spettacolo si concentra nell'iniziare i bambini ad un compositore, uno stile musicale o un'epoca.[12]

Inoltre l'opera offre programmi di educazione, conferenze e laboratori per scuole e asili.

## Festival dell'Opera d'Israele
Il festival dell'opera all'aperto di Israele fu inaugurato dall'Opera israeliana nel 2010. Gli eventi principali del festival si svolgono a Masada, con altre opere cantate nella Sultan's Pool di Gerusalemme e nella Cittadella di Acri.
Nell'ambito dell'attività sociale dell'Opera israeliana, le prove dei costumi a Masada sono aperte gratuitamente agli abitanti della periferia.

## Prime mondiali
Le opere che sono state date in anteprima mondiale dall'Opera israeliana comprendono:
- Josef di Josef Tal (1995)[2]
- Alpha and Omega di Gil Shohat (2001)[15]
- The Child Dreams di Gil Shohat (2010)[15]